# Мангры Новой Гвинеи
Мангры Новой Гвинеи — экорегион тропических мангров, произрастающих вдоль побережий Новой Гвинеи, на узкой полосе, периодически затапливаемой приливами. На севере они разделены на несколько отдельных частей, в том числе восточный берег залива Чендравасих, участки прилегающие к устьям рек Сепик и Раму и др. Наиболее обширные участки мангровых лесов находятся на юге: в устьях рек Пурари, Кикори, Флай и Отаква. Также они произрастают у залива Бинтуни и на юге полуострова Чендравасих. Климат на большей части экорегиона влажный тропический.

## Растительность
В дельтах рек, находящихся под ощутимым влиянием приливов и отливов, происходит постоянная смена лесорастительных условий, что вызывает последовательную закономерную смену одного растительного сообщества другим. В процессе сукцессии первыми осваивают защищённые морские берега виды Avicennia alba и Авиценния морская, эстуарии — виды рода Соннератия. При этом развивается корневая система, которая вызывает накопление осадков и, соответственно, способствует повышению уровня земли. Ризофора остроконечная развивается под пологом светолюбивых авиценний и соннератий, вытесняя их в дальнейшем. Позже укореняются Rhizophora apiculata и Bruguiera parviflora с примесью бругиеры голокорневой (Bruguiera gymnorrhiza). Дальше от воды бругиера голокорневая является основной лесообразующей породой. Ксилокарпус, люмнитцера и эритьера преобладают в зрелых сообществах. В некоторых местах леса образованы ксилокарпусом гранатовым, диаметр стволов которого здесь может достигать 1 м.

## Фауна
Мангры Новой Гвинеи предоставляют местообитание многочисленным как сухопутным, так и морским животным. В частности, здесь начинают свой жизненный цикл разные морские рыбы. По сравнению с другими регионами Индомалайской области здесь относительно невелики как разнообразие, так и эндемизм фауны. Эндемизм млекопитающих представлен всего одним полуэндемичным видом — Новогвинейский мешкокрыл (Emballonura furax) семейства футлярохвостых летучих мышей. В Новогвинейских манграх обитает 10 эндемичних или полуэндемичных видов птиц.
Птицы — эндемики Новогвинейских мангровых лесов
| Семейство                               | Вид                                                          |
| --------------------------------------- | ------------------------------------------------------------ |
| Большеноги (Megapodiidae)               | Красноклювый большеног (Talegalla cuvieri)                   |
| Голубиные (Columbidae)                  | Белогорлый пёстрый голубь (Ptilinopus wallacii)              |
| Голубиные (Columbidae)                  | Венценосный голубь (Goura cristata)                          |
| Попугаевые (Psittacidae)                | Карликовый попугай Сальвадори (Psittaculirostris salvadorii) |
| Лориевые (Loriidae)                     | Блестящий лори чёрный (Chalcopsitta atra)                    |
| Лориевые (Loriidae)                     | Блестящий лори бурый (Chalcopsitta duivenbodei)              |
| Стрижиные (Apodidae)                    | Aerodramus papuensis                                         |
| Зимородковые (Alcedinidae)              | Розовогрудый райский зимородок (Tanysiptera nympha)          |
| Австралийские свистуны (Pachycephalida) | Пестрогрудая дроздовая мухоловка (Pitohui incertus )         |
| Цветоедовые (Dicaeidae)                 | Папуанский цветоед (Dicaeum pectorale)                       |